# 南緯44度線
南緯44度線（なんい44どせん）は、地球の赤道面より南に地理緯度にして44度の角度を成す緯線。南緯44度線はその大部分が公海上を走っており、大西洋、インド洋、太平洋、ニュージーランド、チリ、アルゼンチンを通過する。
この緯度の下では、夏至点時は15時間30分で、冬至点時の可照時間は8時間53分である。

## 通過する地域一覧
南緯44度線は、本初子午線から東に向かって以下の場所を通っている。
| 地理座標                                               | 国土・領土・領海 | 備考          |
| ------------------------------------------------------ | ---------------- | ------------- |
| 南緯44度0分 東経0度0分 / 南緯44.000度 東経0.000度      | 大西洋           |               |
| 南緯44度0分 東経20度0分 / 南緯44.000度 東経20.000度    | インド洋         |               |
| 南緯44度0分 東経147度0分 / 南緯44.000度 東経147.000度  | 太平洋           | タスマン海    |
| 南緯44度0分 東経168度30分 / 南緯44.000度 東経168.500度 | ニュージーランド | 南島          |
| 南緯44度0分 東経171度56分 / 南緯44.000度 東経171.933度 | 太平洋           |               |
| 南緯44度0分 西経176度39分 / 南緯44.000度 西経176.650度 | ニュージーランド | チャタム島    |
| 南緯44度0分 西経176度24分 / 南緯44.000度 西経176.400度 | 太平洋           |               |
| 南緯44度0分 西経74度15分 / 南緯44.000度 西経74.250度   | チリ             | Guaitecas諸島 |
| 南緯44度0分 西経73度36分 / 南緯44.000度 西経73.600度   | コルコバド湾     |               |
| 南緯44度0分 西経73度16分 / 南緯44.000度 西経73.267度   | チリ             |               |
| 南緯44度0分 西経71度44分 / 南緯44.000度 西経71.733度   | アルゼンチン     |               |
| 南緯44度0分 西経65度15分 / 南緯44.000度 西経65.250度   | 大西洋           |               |